# 胡桃夹子们
《胡桃夹子们》（英語：Nutcrackers）是2024年上映的美国喜剧剧情片，由大卫·戈登·格林执导，利兰·道格拉斯编剧，班·史提勒主演。电影作为2024年多伦多国际电影节开幕片，于2024年9月5日首映。

## 故事大纲
工作狂迈克前往俄亥俄州乡下，照顾刚成为孤儿没多久的外甥们。

## 演员
- 班·史提勒 饰 “迈克”迈克尔·麦斯威尔（Michael "Mike" Maxwell）
- 琳达·卡德里尼 饰 格蕾琴（Gretchen）
- 荷马·詹森（Homer Janson）饰 贾斯汀（Justice）
- 尤利西斯·詹森（Ulysses Janson）饰 儒尼尔（Junior）
- 阿特拉斯·詹森（Atlas Janson）饰 塞缪尔（Samuel）
- 阿罗·詹森（Arlo Janson）饰 西蒙（Simon）
- 托比·哈斯 饰 “阿尔”阿洛伊修斯·威尔明顿（Aloysius "Al" Wilmington）
- 艾迪·帕特森（英语：Edi Patterson） 饰 萝丝（Rose）
- 蒂姆·海德克（英语：Tim Heidecker） 飾 考克斯副警長（Deputy Cox）
- 马伦·海斯勒（Maren Heisler）饰 米娅（Mia）

## 制片
电影由大卫·戈登·格林执导，利兰·道格拉斯编剧，陋室影业开发。班·史提勒经名下的红时影业参演制片。制片人还包括红时影业的约翰·莱舍、溪流影业的罗布·帕里斯和迈克·威瑟里尔，以及陋室影业的内特·迈耶。电影采用35毫米膠片拍摄。

### 选角
2023年12月，消息指班·史提勒将担任主角，为阔别六年后的首部作品。
2024年1月，琳达·卡德里尼、艾迪·帕特森、蒂姆·海德克和托比·哈斯加盟剧组。

### 拍摄
主体摄影于2023年年底在美国俄亥俄州威尔明顿启动，2024年1月在辛辛那提郊外结束。

## 反响
根据評論匯總网站爛番茄汇总的13篇评论文章，46%的评论家给予该作正面评价，平均打分为5.2分（满分10分）。在Metacritic上，根據8位影評人給予54分（滿分100分），這部電影獲得了「評價褒貶不一或一般」。